# جام بین قاره‌ای ۱۹۶۸
جام بین قاره‌ای ۱۹۶۸ نهمین دوره از جام بین قاره‌ای فوتبال بود که بین باشگاه منچستر یونایتد، برنده جام باشگاه‌های اروپا ۶۸–۱۹۶۷، و تیم آرژانتینی استودیانتس، برنده جام لیبرتادورس ۱۹۶۸ برگزار شد.

## تیم‌ها
| تیم            | نحوه صعود                          | حضور قبلی |
| -------------- | ---------------------------------- | --------- |
| منچستر یونایتد | قهرمان جام باشگاه‌های اروپا ۶۸–۱۹۶۷ | اولین بار |
| استودیانتس     | قهرمان جام لیبرتادورس ۱۹۶۸         | اولین بار |

## مسیر تا قهرمانی

### اروپا
| منچستر یونایتد  | منچستر یونایتد | منچستر یونایتد | منچستر یونایتد | منچستر یونایتد |
| مرحله           | حریف           | دور رفت        | دور برگشت      | م.ر. ب         |
| --------------- | -------------- | -------------- | -------------- | -------------- |
| یک‌شانزدهم نهایی | هیبرنینز       | ۴–۰            | ۰–۰            | ۴–۰            |
| یک‌هشتم نهایی    | سارایوو        | ۰–۰            | ۲–۱            | ۲–۱            |
| یک‌چهارم نهایی   | گورنیک زابژه   | ۲–۰            | ۰–۱            | ۲–۱            |
| نیمه نهایی      | رئال مادرید    | ۱–۰            | ۳–۳            | ۴–۳            |
| فینال           | بنفیکا         | ۴–۱            | ۴–۱            | ۴–۱            |

### آمریکای جنوبی
| استودیانتس | استودیانتس     | استودیانتس | استودیانتس | استودیانتس |
| مرحله      | حریف           | دور رفت    | دور برگشت  | پلی‌آف      |
| ---------- | -------------- | ---------- | ---------- | ---------- |
| مرحله اول  | ایندپندینته    | ۴–۲        | ۲–۰        |            |
| مرحله اول  | میلوناریوس     | ۱–۰        | ۰–۰        |            |
| مرحله اول  | دیپورتیوو کالی | ۲–۱        | ۳–۰        |            |
| مرحله دوم  | یونیورسیتاریو  | ۱–۰        | ۱–۰        |            |
| مرحله دوم  | ایندپندینته    | ۲–۱        | ۱–۰        |            |
| نیمه نهایی | راسینگ         | ۳–۰        | ۰–۲        | ۱–۱        |
| فینال      | پالمیراس       | ۲–۱        | ۱–۳        | ۲–۰        |

## بازی رفت

### قبل از بازی

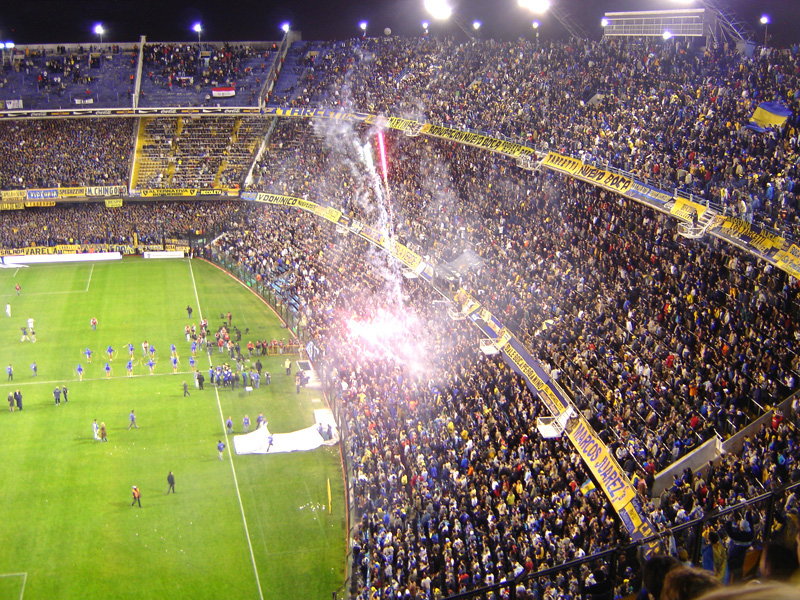
لا بومبونرا، خانه بوکا جونیورز، معمولاً به عنوان محل میزبانی استودیانتس در جام لیبرتادورس، تحت مدیریت اسوالدو زوبلدیا استفاده می‌شد

تیم منچستر یونایتد پس از ورود به بوئنوس آیرس، با توجه به خشونتی که در جام بین قاره‌ای ۱۹۶۷ بین سلتیک و راسینگ رخ داد، ممکن بود انتظار استقبال منفی از سوی مردم محلی را داشته باشد. در مقابل، بازیکنان به گرمی مورد استقبال قرار گرفتند و مهمانی‌ها و حتی یک مسابقه چوگان به افتخار آنها برگزار شد یک پذیرایی رسمی از تیم منچستر یونایتد ترتیب داده شد که مت بازبی، مدیر تیم، تیمش را به قصد برقراری روابط خوب با همتایان آرژانتینی خود، همراهی کرد. با این حال، تیم استودیانتس در آخرین لحظه از زمین خارج شد و باعث ناراحتی بازبی شد.
بعداً، مصاحبه‌ای با اوتو گلوریا، مربی بنفیکا در مطبوعات منتشر شد، که در آن او از نوبی استایلز، هافبک منچستر یونایتد به عنوان "قاتل" یاد کرد، که بازبی او را بد سلیقه دانست.ادامه مصاحبه در برنامه مسابقه منتشر شد و گلوریا استایلز را "بی رحم، بد نیت و یک ورزشکار بد" خطاب کرد. استایلز در تیم انگلیس بود که آرژانتین را در راه قهرمانی در جام جهانی ۱۹۶۶ شکست داد. آلف رمزی، سرمربی تیم ملی انگلیس، آرژانتینی‌ها را پس از بازی به عنوان "حیوانات" توصیف کرد، بنابراین آرژانتینی‌ها بدون شک اظهارات گلوریا در مورد استایلز را به عنوان تلافی عادلانه تلقی کردند، هرچند که هیچ کاری برای تعدیل جو خصمانه فزاینده انجام نداد.

### خلاصه مسابقه

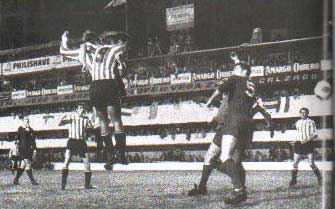
مارکوس کونیلیارو گل اول را در بوئنوس آیرس به ثمر رساند

درست قبل از شروع بازی، بمبی که دود قرمز منتشر می‌کرد در داخل ورزشگاه منفجر شد و از آن نقطه، تیم استودیانتس تلاش کرد تا مخالفت خود را به چالش بکشد. یکی از اعضای خشن تیم استودیانتس، هافبک آنها کارلوس بیلاردو بود که رفتار او باعث شد بازبی بعداً اظهار نظر کند که "نگه داشتن توپ در بیرون، جانت را به خطر می‌اندازد". در پاسخ به اظهارات اوتو گلوریا، نوبی استایلز با خشونت خاصی از سوی بازیکنان استودیانتس مورد هدف قرار گرفت و برای دردسرش مشت‌ها، لگدها و ضربه‌های سر را دریافت کرد، اما هر بار بدون تلافی از آنجا دور می‌شد. با این حال، به نظر می‌رسید که حتی داوران هم علیه استایلز بودند. در یک نقطه، خط‌نما استایلز را به داور گزارش داد که ظاهراً به سادگی بیش از حد نزدیک به بیلاردو ایستاده است. پس از تحمل شکار بی‌وقفه توسط بازیکنان استودیانتس، استایلز در نهایت تلافی کرد و بلافاصله در دقیقه ۷۹ توسط داور هوگو سوسا میراندا از بازی اخراج شد، به این معنی که او برای بازی برگشت محروم خواهد شد. بابی چارلتون نیز از ناحیه سر دچار جراحت شدید شد و نیاز به بخیه داشت.
فشار مداوم بازیکنان استودیانتس باعث شد که تیم انگلیسی نتواند به ریتم برسد، اما آنها تلاش دفاعی مقاومی کردند و در بازی فقط یک گل دریافت کردند. نستور توگنری در دقیقه ۲۷ یک کرنر فیلیپه ریبادو را به دروازه فرستاد تا استودیانتس در بازی خارج از خانه در الدترافورد به برتری برسد. با این حال داور رسماً گل آرژانتینی را مارکوس کونیلیارو معرفی کرد.

### جزئیات بازی
| استودیانتس      | ۱–۰   | منچستر یونایتد |
| --------------- | ----- | -------------- |
| - کونیلیارو ۲۷' | گزارش |                |

| استودیانتس | منچستر یونایتد |

|                 |    |                          |  |
|                 |    |                          |  |
| GK              | ۱  | آلبرتو خوزه پولتی        |  |
| DF              | ۲  | اسکار مالبرنات (کاپیتان) |  |
| DF              | ۳  | رامون آگوئره سوارز       |  |
| DF              | ۴  | رائول مادرو              |  |
| DF              | ۵  | خوزه هوگو مدینا          |  |
| MF              | ۶  | کارلوس بیلاردو           |  |
| MF              | ۷  | کارلوس پاچام             |  |
| MF              | ۸  | نستور توگنری             |  |
| FW              | ۹  | فلیپه ریباودو            |  |
| FW              | ۱۰ | مارکوس کونیلیارو         |  |
| FW              | ۱۱ | خوان رامون ورون          |  |
| سرمربی:         |    |                          |  |
| اسوالدو زوبلدیا |    |                          |  |

|          |    |                        |     |
|          |    |                        |     |
| GK       | ۱  | الکس استپنی            |     |
| RB       | ۲  | تونی دان               |     |
| LB       | ۳  | فرانسیس برنز           |     |
| CM       | ۴  | پت کرراند              |     |
| CB       | ۵  | بیل فولکس              |     |
| CM       | ۶  | نوبی استایلز           | '۷۹ |
| OR       | ۷  | ویلی مورگان            |     |
| IR       | ۸  | دیوید سدلر             |     |
| CF       | ۹  | بابی چارلتون (کاپیتان) |     |
| IL       | ۱۰ | دنیس لا                |     |
| OL       | ۱۱ | جرج بست                |     |
| سرمربی:  |    |                        |     |
| مت بازبی |    |                        |     |

## بازی برگشت

### قبل از بازی

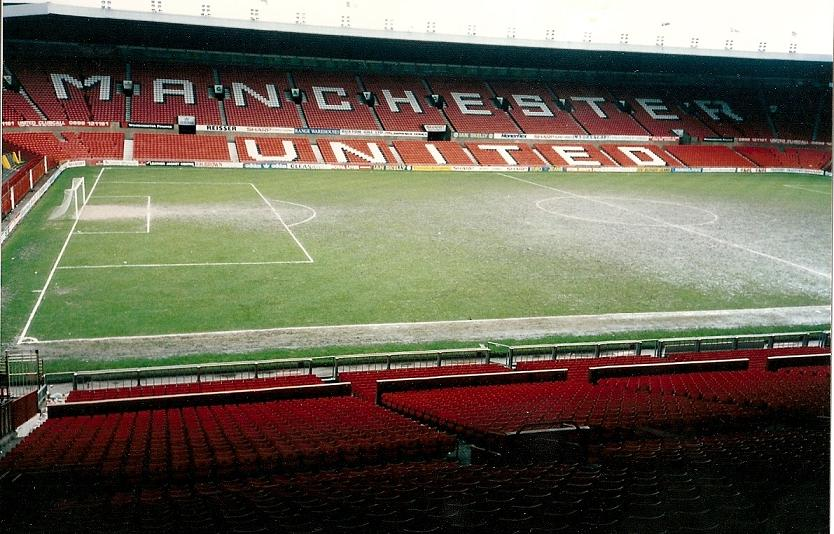
الدترافورد، خانه منچستر یونایتد که میزبان بازی برگشت بود

این مسابقه به شدت در سراسر جهان بازتاب داشت. سیصد هوادار آرژانتینی برای دیدن این مسابقه به منچستر سفر کردند. این مسابقه بیش از ۵۰،۰۰۰ پوند (تقریباً ۱.۲۷ میلیون پوند در سال ۲۰۱۰) درآمد داشت که یک رکورد درآمد برای هر باشگاه انگلیسی در آن زمان بود. گران‌ترین بلیط ها ۳ پوند قیمت داشتند. کمترین قیمت در ۱۰ شیلینگ بود. تماشاگران میزبان برای خرید بلیت خود بیرون ورزشگاه صف کشیده و تا پنج ساعت زیر باران شدید منتظر ماندند. در ادامه، استودیانتس در دیداری دوستانه به مصاف آرسنال از لندن رفت.

### خلاصه بازی
بازی در حالی آغاز شد که منچستر یونایتد به دنبال گلی بود که بازی را به تساوی بکشاند. پت کرراند اولین موقعیت جدی را با ضربه‌ای از فاصله ۳۰ متری ایجاد کرد که آلبرتو خوزه پولتی دروازه‌بان استودیانتس از آن دفاع کرد. با وجود فشار انگلیسی‌ها، پولتی چندین سیو انجام داد و به تیمش اعتماد به نفس داد تا حملات خود را افزایش دهند. سپس استودیانتس با گل دقیقه ششم خوان رامون ورون، تماشاگران را غافلگیر کرد؛ گل از ضربه آزاد دوم مسابقه به ثمر رسید، زیرا رائول مادرو با عبور از ورون توپ را با ضربه سر به تور الکس استپنی رساند و جمعیت را ساکت کرد.

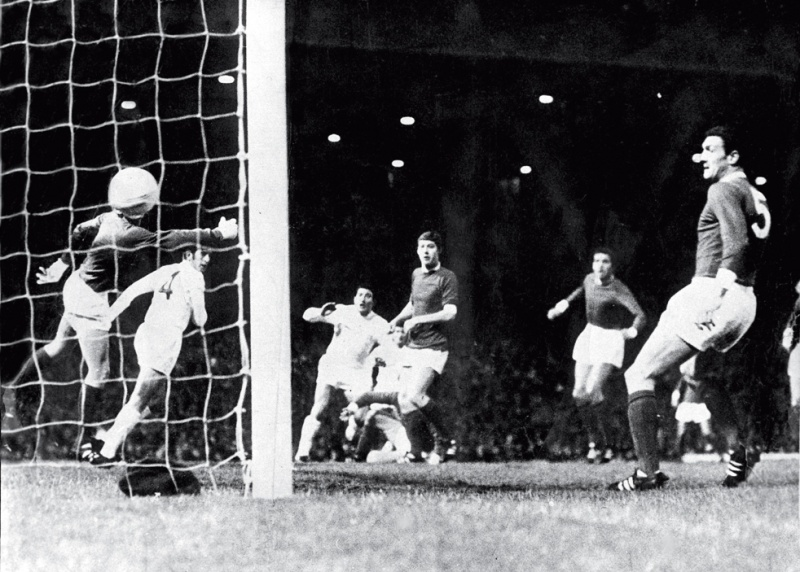
خوان رامون ورون یک توپ را با ضربه سر وارد دروازه یونایتد کرد که در واقع بردشان را قطعی کرد

منچستر یونایتد اکنون باید سه گل برای پیروزی و دو گل برای بازی پلی‌آف به ثمر می‌رساند. جرج بست در دقیقه ۱۲ پولتی را مجبور به مهار تماشایی کرد. لحظاتی بعد، ویلی مورگان به سمت دروازه شوت کرد و دیوید سادلر توپ برگشتی را با سر به بابی چارلتون زد که ضربه او توسط پولتی دفع شد. سادلر سپس یک ضربه ایستگاهی را در میانه زمین به دلیل خطا روی بازیکن آرژانتینی انجام داد که داور را مجبور کرد تا به او اخطار بدهد. ورون با خطا روی کرراند در نزدیکی محوطه جریمه تیم انگلیسی، خطای روی هم‌تیمی خود را تلافی کرد و اخطار هم دریافت کرد. بست، کرراند و برایان کید شروع به ترکیب با یکدیگر برای ایجاد موقعیت برای دنیس لا کردند، و اگرچه فشار تیم میزبان بازیکنان استودیانتس را مجبور کرد که توپ را از بازی خارج کنند و مانع از هرگونه شوت از راه دور شوند، تیم انگلیسی نتوانست امتیاز بگیرد.
در دقیقه ۳۴، لا نشانگر خود را از دست داد و فضای کافی برای شوت ایجاد کرد، اما پولتی توانست ضربه را در لبه محوطه جریمه مهار کند. لا چهار دقیقه بعد دچار مصدومیت شد و برای معالجه از زمین خارج شد، قبل از اینکه کارلو سارتوری درست قبل از نیمه تعویض شود. در حالی که لا خارج از زمین بود، استودیانتس نزدیک بود گل دوم خود را به ثمر برساند که مارکوس کونیلیارو پاس اسکار مالبرنات را دریافت کرد اما ضربه او به تیر دروازه برخورد کرد. داور قبل از اینکه سوت نیمه اول بازی را به صدا درآورد، ۳ دقیقه وقت اضافه گذاشت.

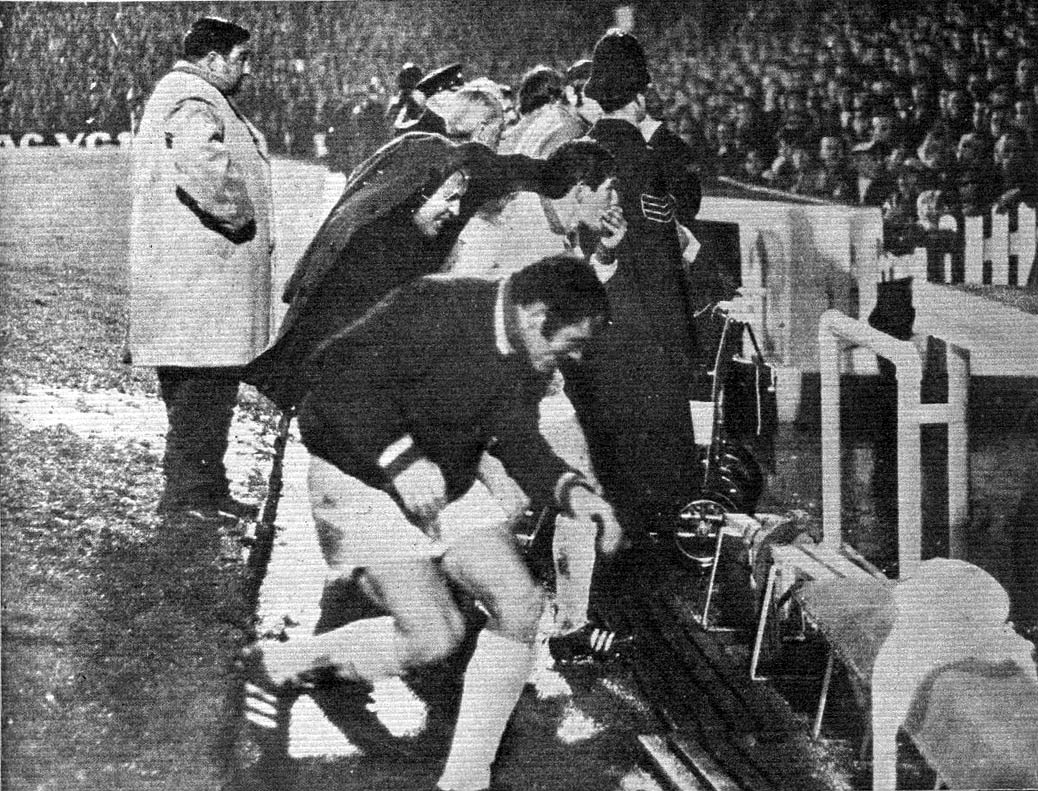
خوزه مدینا، بازیکن استودیانتس در حالی که جمعیت اشیا را به سمت تیم پرتاب می‌کنند، از زمین بازی کناره گیری می‌کند

منچستر یونایتد کمی پس از شروع نیمه دوم فرصتی برای گل تساوی داشت اما ضربه کید به تیر افقی دروازه برخورد کرد. استودیانتس در نیمه دوم با رویکرد تاکتیکی تری وارد زمین شد و یک سری ضد حملات سریع را آغاز کرد. سه بازیکن استودیانتس توپ را به سمت انگلیسی زمین گرفتند و با یک پاس بلند سعی کردند ورون را انتخاب کنند. با این حال، تونی دان توانست آن را مهار کند و حمله را شکست. اگرچه تیم استودیانتس به رویکرد محافظه کارانه خود ادامه داد تا مانع از تجمع تیم میزبان شود، مورگان موفق شد از خط دفاعی آرژانتین عبور کند، اما درست زمانی که خوزه هوگو مدینا به او رسید، مورگان با آرنج به صورت او زد. مدینه پیراهن مورگان را گرفت و او را به زمین انداخت. این دو بازیکن یک دقیقه بعد دوباره با هم درگیر شدند و داور یوگسلاوی بعداً به مدینه به دلیل خطا روی دان اخطار داد.
در ۱۷ دقیقه مانده به پایان بازی، استودیانتس به جای فیلیپه ریبائودو، خوان اچکوپار را به زمین آورد. در دقیقه ۸۹ بست با مشت به صورت مدینه زد و نستور توگنری را در نیمه زمین آرژانتین به زمین هل داد. داور بست و مدینه را اخراج کرد، پس از آن بست به سمت مدینه تف کرد و در نتیجه آن دو به رختکن مربوطه خود اسکورت شدند. اما جمعیت انگلیسی با پرتاب سکه مانع رفتن مدینه به رختکن او شدند. در نهایت منچستر یونایتد در دقیقه ۹۰ بازی را به تساوی کشاند که ضربه مورگان توانست پولتی را شکست دهد. کید در وقت پایانی برای یونایتد گلزنی کرد اما داور آن را رد کرد و بنابراین دروازه بان و مدافعان آرژانتینی برای جلوگیری از گل حرکت نکردند. بلافاصله پس از سوت، بازیکن منچستر در حالی که به سمت رختکن تیمش می‌دوید به صورت بازیکن استودیانتس کوبید.
تیم استودیانتس تلاش کرد تا یک دور افتخار بدود، اما هواداران میزبان به پرتاب اشیاء به زمین ادامه دادند و دور افتخار را کوتاه کردند.

### جزئیات بازی
| منچستر یونایتد | ۱–۱   | استودیانتس |
| -------------- | ----- | ---------- |
| - مورگان ۹۰'   | گزارش | - ورون ۶'  |

| منچستر یونایتد | استودیانتس |

|                 |    |                        |     |     |
|                 |    |                        |     |     |
| GK              | ۱  | الکس استپنی            |     |     |
| RB              | ۲  | شی برنان               |     |     |
| LB              | ۳  | تونی دان               |     |     |
| CM              | ۴  | پت کرراند              |     |     |
| CB              | ۵  | بیل فولکس              |     |     |
| CM              | ۶  | نوبی استایلز           |     |     |
| OR              | ۷  | ویلی مورگان            |     |     |
| IR              | ۸  | برایان کید             |     |     |
| CF              | ۹  | بابی چارلتون (کاپیتان) |     |     |
| IL              | ۱۰ | دنیس لا                |     | '۴۴ |
| OL              | ۱۱ | جرج بست                | '۸۹ |     |
| تعویض‌ها:        |    |                        |     |     |
| FW              | ۱۲ | کارلو سارتوری          |     | '۴۴ |
| سرمربی:         |    |                        |     |     |
| اسوالدو زوبلدیا |    |                        |     |     |

|          |    |                          |     |     |
|          |    |                          |     |     |
| GK       | ۱  | آلبرتو خوزه پولتی        |     |     |
| DF       | ۲  | اسکار مالبرنات (کاپیتان) |     |     |
| DF       | ۳  | رامون آگوئره سوارز       |     |     |
| DF       | ۴  | رائول مادرو              |     |     |
| DF       | ۵  | خوزه هوگو مدینا          | '۸۹ |     |
| MF       | ۶  | کارلوس بیلاردو           |     |     |
| MF       | ۷  | کارلوس پاچام             |     |     |
| MF       | ۸  | نستور توگنری             |     |     |
| FW       | ۹  | فلیپه ریباودو            |     | '۷۰ |
| FW       | ۱۰ | مارکوس کونیلیارو         |     |     |
| FW       | ۱۱ | خوان رامون ورون          |     |     |
| تعویض‌ها: |    |                          |     |     |
| FW       |    | خوان اچکوپار             |     | '۷۰ |
| سرمربی:  |    |                          |     |     |
| مت بازبی |    |                          |     |     |

## بعد از بازی

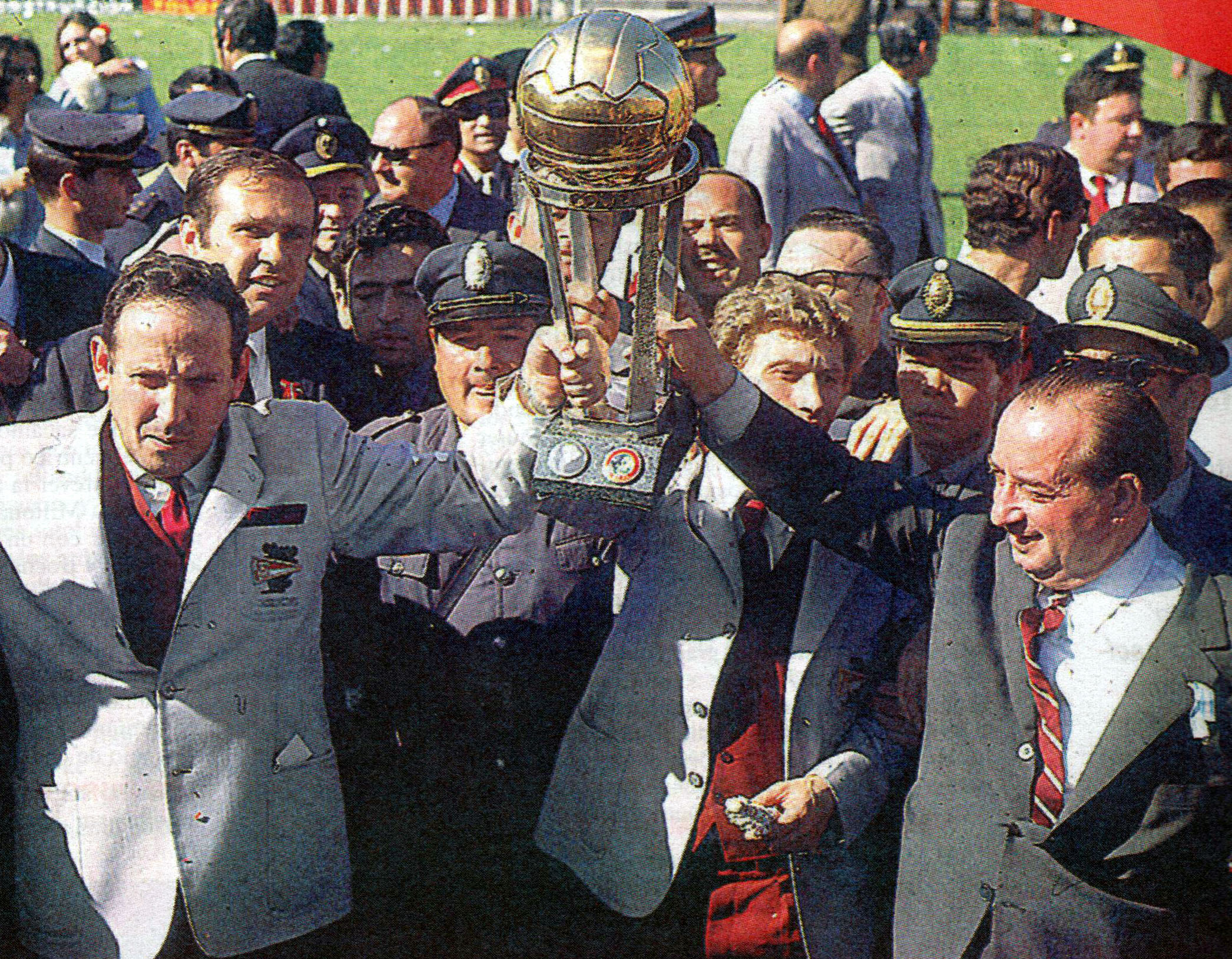
اسوالدو زوبلدیا و ماریانو مانگانو (به ترتیب مربی و رئیس استودیانتس) در بازگشت به آرژانتین جام را در دست دارند

پیروزی استودیانتس در سراسر آرژانتین مورد تحسین قرار گرفت و رسانه‌های محلی پوشش گسترده‌ای داشتند. استودیانتس همچنین اولین تیم آرژانتینی بود که جام را به عنوان میهمان برنده شد، زیرا راسینگ یک سال قبل در یک مکان بی‌طرف این رقابت را برده بود.
استودیانتس همچنین اولین باشگاه از بین پنج تیم بزرگ فوتبال آرژانتین بود که در یک رقابت بین قاره‌ای پیروز شد. (باشگاه اتلتیکو روساریو در آغاز قرن بیستم برنده جام تساوی آمریکای جنوبی شده بود).
فلسفه مربی اسوالدو زوبلدیا (تاکتیکی که مفاهیمی را معرفی کرد که در آن زمان انقلابی بودند) بعدها توسط کارلوس بیلاردو، که سرمربی برنده استودیانتس در دهه ۱۹۸۰ و سپس تیم ملی آرژانتین در جام جهانی فوتبال ۱۹۸۶ بود، ادامه یافت.